# Clásico caraqueño
El Clásico caraqueño (también conocido como "capitalino") es un encuentro de fútbol disputado los dos clubes más importantes Caracas, Venezuela: Caracas Fútbol Club y Petare Fútbol Club.  Es un clásico "viejo" (en comparación a otros en Venezuela). Estos equipos acaparan la mayor cantidad de fanáticos en la capital (Caracas), aunque siendo los "rojos" los que cuentan con mayoría actualmente. 

## Historia
Cuenta con mucha trayectoria: la primera vez que ambos clubes se enfrentaron en la primera división fue el 7 de junio de 1985, partido que concluyó con una victoria 2-0 a favor del Caracas FC, en aquel entonces el Petare se llamaba Deportivo Italia.
Al día de hoy el Caracas Fútbol Club aventaja por ocho a Petare (16 a 8) en cuanto a títulos nacionales oficiales. Los Rojos del Avila poseen once Ligas de Primera división. Por su parte, los Parroquiales (anteriormente llamados los Azules cuando eran el "Deportivo Italia") cuentan con cinco Ligas de Primera división.
El último encuentro fue disputado el día 29 de marzo de 2015, por el Clausura 2015. El resultado fue una victoria para el Caracas Fútbol Club, 1 a 0 con gol de Edder Farías a los 22 minutos del primer tiempo.

### Los números del clásico
| Motivo | ED | CAR | E  | PET |
| ------ | -- | --- | -- | --- |
| Total  | 93 | 38  | 29 | 26  |

| ED: encuentros disputados        |
| CAR: ganador Caracas Fútbol Club |
| PET: ganador Petare Fútbol Club  |
| E: empate                        |

## Tabla comparativa entre los equipos
*Actualizado hasta julio de 2015
| Estadísticas                                                  | Caracas Fútbol Club               | Petare Fútbol Club             |
| ------------------------------------------------------------- | --------------------------------- | ------------------------------ |
| Nombre del club en su fundación                               | Caracas-Yamaha                    | Deportivo Italia               |
| Fecha de la fundación del club                                | 12 de diciembre de 1967 (47 años) | 18 de agosto de 1948 (66 años) |
| Categoría actual                                              | Primera División                  | Primera División               |
| Localidad                                                     | Caracas                           | Caracas                        |
| Apodo                                                         | Los rojos del Ávila               | Los parroquiales               |
| Temporadas en Primera División                                | 29                                | 52                             |
| Clasificación histórica en Primera División                   | 2ª posición                       | 3ª posición                    |
| Ranking de Clubes de la CONMEBOL                              | 10ª posición                      | 156°                           |
| Capacidad de Estadio                                          | 24.900                            | 24.900                         |
| Descensos de categoría a Segunda División                     | 0                                 | 1                              |
| Temporadas disputadas en Segunda División                     | 1                                 | 2                              |
| Participaciones en Copas Internacionales de Conmebol y/o FIFA | 19                                | 14                             |
| Mejor posición en Promedios                                   | 1°                                | 1º                             |
| Goleadores en Primera División                                | 5                                 | 1                              |

| Títulos                                   | Caracas Fútbol Club | Petare Fútbol Club |
| ----------------------------------------- | ------------------- | ------------------ |
| Títulos de la Primera División Venezolana | 11                  | 5                  |
| Títulos en Copa Venezuela                 | 5                   | 3                  |
| Títulos totales                           | 16                  | 8                  |

- Sólo se tienen en cuenta los títulos oficiales.
- Sólo se tienen en cuenta los títulos de primera categoría o división.